# Alegret
Alegret (fl. 1145) fue un trovador francés en occitano, posiblemente gascón. Se conservan sólo dos de sus composiciones.

## Vida
No se conserva ninguna Vida ni datos en documentos de archivo de este trovador. Se han preservado dos composiciones, la primera de las cuales es una canción de amor y la segunda un sirventés, que entrega más información sobre su persona: acá critica a los poderosos y a los maridos engañados, alabando sólo a Alfonso VII de Castilla a quien denomina «señor de Occidente»; por lo tanto, es una composición anterior a 1157, fecha en la que Alfonso falleció. El sirventés acaba con unos versos donde Alegret señala que su poema será incomprendido por aquellos que no sean lo suficientemente sabios y que ha puesto dos palabras con distinto sentido; efectivamente en todo el poema hay una preocupación por el estilo. 
Marcabrú, que hacia mediados de siglo se enemistó con Alfonso, contestó al verso de Alegret en su sirventés Belio me se cuando la rana chanta (293,11), y acaba mencionándolo explícitamente (Alegretz, folls, en qual guiza / cujas far d'avol valen / ni de gonella camiza?). Esta respuesta ha permitido datar al sirventés de Alegret hacia 1145.
Bernart de Ventadorn menciona un juglar Alegret, que se ha identificado con el trovador.
El salut d'amor Dompna, c'aves la segnoria se había atribuido a este trovador; sin embargo, esta hipótesis ha sido rechazada.

## Obra
- (17,1) [Ais]si cum selh ... se vencutz e sobratz (canción)
- (17,2) Ara pareisson ll'aubre sec (sirventés)

### Ediciones
- J.-M.-L- Dejeanne, Alegret, jongleur gascon du XIIième siècle, en: Annales du Midi, 19 (1907), pp. 221-231.
- Alfred Jeanroy, Jongleurs et troubadours gascons, París, 1923, pp. 4-11.

### Repertorios
- Alfred Pillet / Henry Carstens, Bibliographie der Troubadours von Dr. Alfred Pillet [...] ergänzt, weitergeführt und herausgegeben von Dr. Henry Carstens. Halle: Niemeyer, 1933 [Alegret es el número PC 17]

- Datos: Q2444910